# قلعه شیان
قلعه‌شیان، روستایی از توابع بخش مرکزیبا قدمت بیش از ۴۰۰۰ سال شهرستان اسلام‌آباد غرب در استان کرمانشاه ایران است. مردم این روستا به زبان کُردی جنوبی لهجه کلهری تکلم می کنند.

## جمعیت
این روستا در دهستان شیان قرار دارد و براساس سرشماری مرکز آمار ایران در س و پیرمردها برای دیدن مسابقات به عنوان تماشاگر شرکت میکنند.(جمعه ها هم آدم پره پیشنهاد میشه برید)ال ۱۳۸۵، جمعیت آن ۲٬۲۵۲ نفر (۵۱۴خانوار) بوده‌است.